# Розов, Валерий Константинович
Валерий Константинович Розов (1922—2005) — советский учёный, кандидат экономических наук, профессор; организатор системы высшего образования в СССР, занесён в Книгу почета Свердловского педагогического университета.
Автор более 130 научных работ, часть которых издана за рубежом.

## Биография
Родился 7 июня 1922 года в селе Ёлнать Юрьевецкого уезда Иваново-Вознесенской губернии, ныне Юрьевецкого района Ивановской области. Отец — Константин Александрович, окончил химический факультет Московского государственного университета; мать — Мария Михайловна, окончила с отличием Женские медицинские курсы Герье.
С 1941 по 1948 год Валерий Розов служил в Военно-Морском флоте, где прошел путь от юнги до капитан-лейтенанта. Принимал участие в Великой Отечественной и советско-японской войнах. 
После демобилизации из армии, в 1948 году, он поступил в Ленинградский педагогический институт имени А. И. Герцена (ныне Российский государственный педагогический университет имени А. И. Герцена), который окончил в 1952 году. Продолжил обучение в аспирантуре этого вуза, окончив его в 1955 году. Стал членом КПСС. С 1955 по 1967 год занимался педагогической деятельностью в Свердловске (ныне Екатеринбург) где работал преподавателем политической экономии в Свердловском педагогическом институте (1955), был заместителем директора Свердловской высшей партийной школы (1956) и ректором Свердловского государственного педагогического института (1961—1967, ныне Уральский государственный педагогический университет).
В 1967 году В. К. Розова перевели в Москву в только что созданное Министерство просвещения СССР на должность начальника Главного управления высших учебных заведений, в этой должности он проработал более двадцати лет. В 1988 году Розов стал советником ректора, а в 1993 году вошёл в состав первого Совета ветеранов Московского государственного заочного педагогического института (МГЗПИ, ныне Московский государственный гуманитарный университет имени М. А. Шолохова). Был в этом вузе профессором кафедры основ экономической теории. При его непосредственном руководстве стали кандидатами наук 13 аспирантов.
Ведя общественную работу, Валерий Константинович являлся членом редколлегии журнала «Педагогика» и участвовал в работе Совета Министерства по экономике образования. В составе авторского коллектива Российской академии образования принял участие в разработке концепции непрерывного экономического образования учащейся молодежи и концепции развития социально-экономического образования и воспитания в общеобразовательной школе (1997).
Был награждён двумя орденами Трудового Красного Знамени, орденами Отечественной войны II степени, Дружбы народов и Знак Почёта; также медалями, среди которых «За Победу над Германией в Великой Отечественной войне 1941—1945 гг.», «За доблестный труд. В ознаменование 100-летия со дня рождения В. И. Ленина», «Ветеран труда»; медали Ф. Ф. Ушакова, К. Д. Ушинского, Н. К. Крупской.
Умер 30 ноября 2005 года в Москве.